# سيسيل ميريس
سيسيل هنري ميريس (14 فبراير 1877-12 مايو 1937) هو المعالج الرئيسي للكلاب والمترجم الروسي في بعثة تيرا نوفا الاستكشافية البريطانية إلى القارة القطبية الجنوبية التي جرت من عام 1910 إلى عام 1913. وُلد ميريس في مقاطعة كيلكيني بأيرلندا، وهو ابن ضابط بالجيش، وكان مغامرًا ولغويًا: رجل أكشن يحب الاستمتاع، مما جعل اتباع أوامر روبرت فالكون سكوت، قائد الحملة، أمرًا صعبًا في بعض الأحيان. قبل مشاركته في الحملة، كان ضابطًا عسكريًا بريطانيًا وتاجر فراء في كامتشاتكا وأوكوتسك في سيبيريا ومقاتلاً في الحرب الروسية اليابانية وحرب البوير ومسافرًا إلى أماكن مختلفة بما في ذلك التبت.